# Winkel (Bechhofen)
Winkel ([ˈvɪŋkl̩] ) ist ein Gemeindeteil des Marktes Bechhofen im Landkreis Ansbach (Mittelfranken, Bayern). Winkel liegt in der Gemarkung Thann.

## Geografie
In einem Weiher südwestlich des Dorfes entspringt der Karlsgraben, ein linker Zufluss der Altmühl. Im Norden grenzt die Steinbachforst an, im Nordosten das Waldgebiet Ratzengarten. Im Südosten liegt das Winklerfeld, 0,5 km im Osten die Brünstlein. Eine Gemeindeverbindungsstraße führt nach Niederoberbach (2 km östlich) bzw. zur Kreisstraße AN 55 (0,5 km westlich), die nach Thann (0,5 km südlich) bzw. nach Velden (1 km nordwestlich).

## Geschichte
Aus einer Urkunde des Jahres 1342 geht hervor, dass das Ansbacher Gumbertusstift in Winkel Grundherr über drei Anwesen war.
Gegen Ende des 18. Jahrhunderts – vermutlich aber schon früher – lag der Ort im Fraischbezirk des Oberamtes Ansbach. Es gab 11 Haushalte. Die Dorf- und Gemeindeherrschaft wurde vom Rittergut Thann der Herren von Crailsheim ausgeübt. Grundherren waren das Rittergut Thann (10 Anwesen) und das eichstättische Kastenamt Herrieden (1 Anwesen). Von 1797 bis 1808 unterstand der Ort dem Justiz- und Kammeramt Ansbach.
Im Rahmen des Gemeindeedikts wurde Winkel dem 1808 gebildeten Steuerdistrikt Sommersdorf zugeordnet. Es gehörte auch der wenig später gegründeten Ruralgemeinde Sommersdorf an. Mit dem Zweiten Gemeindeedikt (1818) wurde es nach Thann umgemeindet. Am 1. Januar 1971 wurde Winkel im Zuge der Gebietsreform in Bayern nach Bechhofen eingemeindet.
Von 1903 bis 1966 gab es am westlichen Ortsrand einen mit „Thann“ benannten Haltepunkt der Bahnstrecke Leutershausen-Wiedersbach–Bechhofen.

### Baudenkmäler
- Haus Nr. 11: zugehörig Kleintierstall, massiv, 1851[8]
- Flachsbrechhaus am westlichen Ortsausgang; frühes 19. Jahrhundert[9]
- Holzfeld: Wegkreuz, Holzkruzifix, 19. Jh.; am westlichen Ortsausgang[8]

### Einwohnerentwicklung
| Jahr      | 1818   | 1840   | 1861   | 1871   | 1885   | 1900   | 1925   | 1950   | 1961   | 1970   | 1987   | 2001   | 2017   | 2023  |
| Einwohner | 65     | 67     | 57     | 61     | 49     | 51     | 63     | 96     | 78     | 83     | 84     | 93     | 84     | 89    |
| Häuser    | 12     | 11     |        |        | 9      | 9      | 10     | 13     | 15     |        | 21     |        |        |       |
| Quelle    | [ 11 ] | [ 12 ] | [ 13 ] | [ 14 ] | [ 15 ] | [ 16 ] | [ 17 ] | [ 18 ] | [ 19 ] | [ 20 ] | [ 21 ] | [ 22 ] | [ 23 ] | [ 1 ] |

## Religion
Der Ort ist seit der Reformation evangelisch-lutherisch geprägt und bis heute nach St. Peter (Thann) gepfarrt. Die Katholiken sind nach Mariä Heimsuchung (Rauenzell) gepfarrt.